# Route nationale 13 (Maroc)
Pour les articles homonymes, voir N13 et Route nationale 13.
La Route nationale 13 ou N13, est une route nationale reliant Derdara (à proximité de Chefchaouen) à Errachidia elle traverse principalement les villes de Meknès , El Hajeb , Azrou et Midelt.

## Description
Avant la nouvelle numérotation mise en place par le gouvernement en 2018, la N13 reliait de M'diq à Taouz. En effet elle débutait plus au nord à partir la ville de M'diq pour rejoindre la ville de Chefchaouen où elle était en tronc commun N16 de M'diq à Tétouan et avec la N2 de Tétouan à Chefchaouen (reprenant ensuite le tracé actuel jusqu'à Errachidia).
Et au delà d'Errachidia elle se prolongeait jusqu'à la ville de Taouz en passant par Erfoud , Rissani et Merzouga. Elle a été absorbée par la N17.

## Tracé

### Tronçon Derdara (Chefchaouen)  - Meknès
Bien qu'elle a pour ville à l'extrêmité nord Chefchaouen, la N13 débute en réalité à partir Derdara village se trouvant à 9 km de Chefchaouen. La N13 débute à partir de l'intersection avec la N2 dans ce même village. Le tronçon entre Derdara et Meknès est d'une distance totale de 186 km il passe notamment par la ville Ouazzane en là contournant , les villes de Jorf El Melha et de Moulay Idriss Zerhoun. Le tronçon est aménagé en intégralité en 2x1 voie.
- Derdara
- Intersection et début de la 410 : Ksar El Kébir
- Intersection et début de la Rocade de Ouazzane et Entrée Nord de la ville de Ouazzane
- Intersection avec la 408 : Karia Benaouda / Thnine Srafeh / Taounate et Entrée Sud de la ville de Ouazzane
- Jorf El Melha
- Intersection et début de la 506 : Kariat Ba Mohamed / Tissa
- Intersection et début du tronc commun de 10 km avec la N4 : Fès / Séfrou
- Intersection et fin du tronc commun de 10 km avec la N4 : Sidi Kacem / Sidi Slimane / Kénitra
- Moulay Idriss Zerhoun
- Intersection et début de la N27 : Sidi Kacem / Moulay Bousselham
- Meknès

### Tronçon Meknès - Errachidia
Le dernier tronçon de la N13 séparant la ville de Meknès de Errachidia est long de 325 km. Il passe principalement par la ville de Midelt.
La section est aménagée à deux reprises en 2x2 voies de type voie express entre Meknès et El Hajeb sur une distance totale de 28 km.
À moyen terme la N13 repassera en 2x2 voies entre Midelt et Tizi n' Talrhemt sur une distance totale de 15 km
Enfin à long terme l'intégralité de la section sera élargie 2x2 voie express en reprenant en partie le projet de la future voie express reliant la ville d'El Hajeb à Rissani en passant par Errachidia.

#### Voie express Meknès - El Hajeb
- Meknès
- : Intersection avec la 718 : Dar Oum Soltane / Ait Ali Moussa
- : Intersection avec la N6 : Rabat / Fès
- Échangeur entre N13 et A2 : Rabat / Fès / Taza / Oujda
- : Boufakrane
- : Intersection et début de la 712 : Aguelmous / Moulay Bouazza
- : Intersection et début de la 402 : Khémisset
- El Hajeb

#### Passage de la section à 2x1 voie
- El Hajeb
- Intersection et début de la 716 : Ain Taoujdate / Fès
- Intersection et début de la 707 : Ifrane / Guigou
- Azrou
- Intersection et début du tronc commun de 5 km avec la N8 : Khénifra / Béni Mellal / Marrakech
- Intersection et fin du tronc commun de 5 km avec la N8 : Ifrane / Fès
- Intersection et début de la 7231 : Michlifen
- Intersection et début du tronc commun de 9 km avec la N29 : Boulemane / Taza
- Zaïda
- Intersection et fin du tronc commun de 9 km avec la N29 : Khénifra / Aguelmous / Ezzhiliga
- Midelt

#### Future voie Express Midelt - Tizi n' Talrhemt
- Midelt
- : Intersection et début du Contournement de Midelt
- : Intersection et fin du Contournement de Midelt
- : Intersection et début de la N15 : Guercif / Nador / Béni Ensar
- : Zebzat
- Tizi n'Talrhemt

#### Passage de la section à 2x1 voie de nouveau
- Tizi n'Talrhemt
- Intersection et début de la 706 : Er-Rich / Bou Azmou
- Intersection et début de la 708 : Beni Tadjit
- Tawahit
- Intersection et début de la N10 : Tinghir / Ouarzazate / Agadir marquant la fin de la N13
- Errachidia